# Centro Cultural Patrícia Galvão
O Centro Cultural Patrícia Galvão é um complexo reunindo teatros, museu e galeria de arte no município de Santos (São Paulo).

## História
A fundação do centro cultural se deve à escritora e jornalista Patrícia Galvão, conhecida como Pagu. Uma das principais incentivadoras da cultura santista na década de 60, ela organizou uma campanha para a construção do Teatro Municipal da cidade. No entanto, só 17 anos depois da sua morte, em 1979, foi inaugurado o Teatro Municipal Brás Cubas, nome dado em homenagem ao fundador da cidade.

## Estrutura
Hoje, além do Municipal, o Centro Cultural abriga o Teatro de Arena Rosinha Mastrângelo, a Galeria   de Arte Patrícia Galvão, a Galeria de Arte Brás Cubas, o Museu da Imagem e do Som de Santos (MISS) e a Hemeroteca Roldão Mendes Rosa.
No mesmo prédio funciona a   Secretaria Municipal de Cultura de Santos.
Contando ainda com auditório e espaços para diversas atividades, o Centro Cultural é utilizado para eventos como o Festival Música Nova, Festival de Teatro Amador e Bienal Nacional de Artes Visuais 